# Qubbah
La qubbah (in arabo كبة /kubˈbah/, in alcuni dialetti anche /ˈkibbeh/), o qubah, kubbe, kibbeh, è una preparazione tipica del Medio Oriente che consiste in una pallina di impasto di bulgur o semolino, ripiena di carne, aromatizzata con erbe, che può essere servita cruda, lessa o fritta.
Il nome deriva dall'arabo kubbah, che significa palla. È un piatto molto popolare e considerato un piatto nazionale in Libano, Siria e Iraq. Molto comune anche in nord-Africa, in Turchia, nella penisola arabica e in parte del Caucaso, come in Armenia. Gli emigrati siro-libanesi, originari dell'antico Impero Ottomano hanno diffuso la ricetta in altre parti del mondo, in particolare in Sudamerica. In Brasile, si trova il quibe nelle panetterie, nelle tavole-calde, ristorantini e bar.

## Preparazione

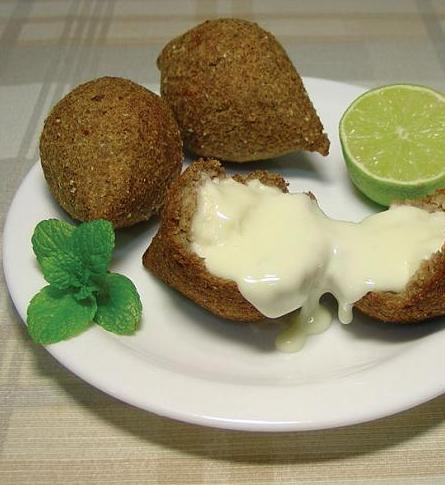
Quibe fritto, in versione brasiliana (ripieno di formaggio fuso: requeijão) e guarnito con menta e limone.

La preparazione più comune consiste nell'utilizzo di una quantità di carne tritata e di grano sotto forma di bulgur, ripiena tradizionalmente di carne di agnello e erbe aromatiche. Il formato, la dimensione e anche gli ingredienti possono comunque soffrire alterazioni importanti secondo le abitudini di chi lo prepara.
In Iraq esiste un tipo di qubbah in cui la crosta è fatta di riso, chiamata qubbat halab. Sempre in Iraq, si può trovare un altro tipo di qubbah fatta di carne e grano, arrotondata e appiattita, chiamata qubbat Mosul. Infine, esiste una qubbah assiro-irachena, in cui la qubbah è condita e poi cucinata con salsa di pomodori e spezie.
La qubbah sotto forma di carne tritata con una porzione di bulgur, senza crosta, può essere servita crudo, con il nome di qubbah nayyah: è tipica del Libano, Siria e Iraq, e viene accompagnata dall'arak. In Libano, le qubbat crude avanzate il giorno prima possono essere cucinate per essere servito nel giorno successivo.
Una forma tradizionale di accompagnare le qubbat è quella di servirle con tahina o con cagliata (labneh).

### Preparazione curda dellequbbatin brodo
Nelle zone curde in Turchia, Iraq, Iran e Siria si consuma una kubbah cucinata in brodo, generalmente inacidito con limone, tamarindo o pomodori. Questo piatto tipico è molto popolare anche in Israele, dove fu introdotta da immigranti ebrei dall'Iraq settentrionale.
L'impasto di grano può essere costituito con bulgur, semolino, con una miscela dei due, o anche con farina di riso; in Israele, durante la Pasqua ebraica, le qubbat sono preparate con farina di matzah (a sua volta confezionata con farina di frumento, orzo, segale, avena o spelta).
Il ripieno tradizionale è fatto con carne di agnello e una mistura di erbe aromatiche, frutta secca (uva passa, prugne, albicocche) e pinoli o mandorle affettate sottili o in stecchini. Il brodo per cucinare le qubbat può essere un brodo di gallina, aromatizzato con succo di limone e zafferano.